# Desde mi ventana
Desde mi ventana es el segundo álbum de estudio del cantante colombiano Gusi.
El álbum se caracteriza por el estilo particular de Gusi, con una combinación tropical entre el urbano y el vallenato. Asimismo, el álbum marca la evolución de Gusi como artista, después de su éxito en su sencillo «Te quiero tanto». Además, el 15 de mayo de 2020, el álbum fue presentado junto a su sencillo «Una invitación».
De este álbum, se desprenden sencillos como: «Ganas», «Indira II», «Fuera de control». En este álbum, está incluida la participación de Carlos Vives, Gian Marco, Greeicy, Mike Bahía, Yera y Goyo.

## Lista de canciones
| N.º | Título                                      | Duración |  |
| 1.  | «Una invitación»                            | 3:22     |  |
| 2.  | «Te voy a olvidar»                          | 3:43     |  |
| 3.  | «Vida mía»                                  | 4:02     |  |
| 4.  | «Bella»                                     | 3:47     |  |
| 5.  | «Por amarte así»                            | 3:37     |  |
| 6.  | «Me haces falta»                            | 3:45     |  |
| 7.  | «Yo la vi»                                  | 3:42     |  |
| 8.  | «Dame un beso»                              | 3:17     |  |
| 9.  | «Party» (con Goyo)                          | 3:11     |  |
| 10. | «Llévatela Dios» (con Gian Marco)           | 3:14     |  |
| 11. | «Fuera de control» (con Yera)               | 3:55     |  |
| 12. | «Por qué razón»                             | 3:48     |  |
| 13. | «Locos dementes» (con Greeicy y Mike Bahía) | 3:35     |  |
| 14. | «Indira II» (con Carlos Vives)              | 3:57     |  |
| 15. | «Ganas»                                     | 3:27     |  |